# Conceveiba pleiostemona
Conceveiba pleiostemona är en törelväxtart som beskrevs av John Donnell Smith. Conceveiba pleiostemona ingår i släktet Conceveiba och familjen törelväxter. Inga underarter finns listade i Catalogue of Life.